# Арсланагич, Зияд
Зияд Арсланагич (серб. Зијад Арсланагић; 18 апреля 1936, Требине, Босния и Герцеговина — 7 января 2020) — югославский футболист. Сыграл один матч за сборную Югославии.
Начал заниматься футболом в небольшом клубе в своём родном городе, «Гимназиялац». В 1953 году он подписал контракт с клубом «Леотар», где он играл до 1956 года. В 1956 году он был призван на военную службу в Земун, а затем некоторое играл в местном клубе «Раковица». В 1958 году он начал выступать за «Сараево». В 1960 году он сыграл с клубом два матча в Кубке Митропы против МТК и забил в ответной игре, однако его команда проиграла оба матча со счётом 2:1. Он играл с клубом Первой лиге Югославии до 1964 года, когда перешёл в «Олимпия Любляна». В 1967 году он переехал за границу и сыграл один сезон с бельгийским клубом первого дивизиона «Беринген». В следующем году он переехал в ФРГ, где играл за «Тасмания 1900», после чего ушёл со спорта.
7 ноября 1965 года он сыграл один матч за сборную Югославии в Белграде в квалификации на чемпионат мира по футболу 1966 против Норвегии, соперники сыграли вничью 1:1.